# Marija Golubničaja
Marija Vasil'evna Golubničaja (in russo Мария Васильевна Голубничая?; Dubovka, 24 febbraio 1924 – 22 agosto 2015) è stata un'ostacolista sovietica, campionessa europea degli 80 metri ostacoli a Berna 1954.

## Palmarès
| Anno | Manifestazione  | Sede      | Evento  | Risultato | Prestazione | Note |
| ---- | --------------- | --------- | ------- | --------- | ----------- | ---- |
| 1952 | Giochi olimpici | Helsinki  | 80 m hs | Argento   | 11"1        |      |
| 1954 | Europei         | Berna     | 80 m hs | Oro       | 11"0        |      |
| 1956 | Giochi olimpici | Melbourne | 80 m hs | 5ª        | 11"3        |      |